# Ignacy Michał III Dżarweh
Ignacy Michał III Dżarweh (ur. 3 stycznia 1731 w Aleppo, zm. 14 września 1800) – syryjski duchowny katolicki, Arcybiskup Aleppo w latach 1780-1783, w latach 1783-1800 3. patriarcha Antiochii i biskup Bejrutu.

## Życiorys
4 lipca 1757 roku przyjął święcenia kapłańskie. 23 lutego 1766 został wyświęcony na biskupa, konsekratorem był patriarcha Ignacy Jerzy III. 10 grudnia 1774 roku konwertował z Syryjskiego Kościoła Ortodoksyjnego na katolicyzm. 19 lipca 1780 został Arcybiskupem Aleppo. 15 grudnia 1783 przestał pełnić tę funkcję i został wybrany Patriarchą Antiochii. Oprócz tego pełnił również funkcję biskupa Bejrutu. Zmarł w 1800 roku.